# Isola di calore

Profilo dell'isola di calore urbana

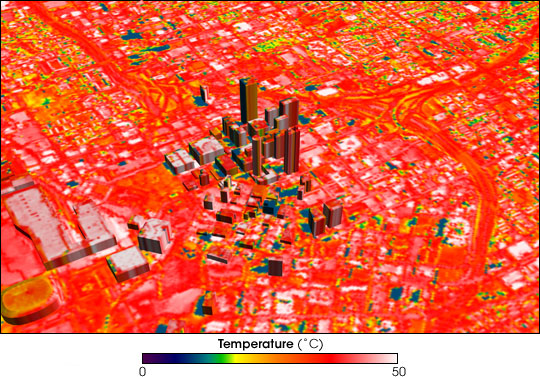
Distribuzione della temperatura ad Atlanta (USA). In blu le aree fredde, in rosso le aree calde ed in bianco le aree ancora più calde

In meteorologia e climatologia l'isola di calore è il fenomeno che determina un microclima più caldo all'interno delle aree urbane cittadine, rispetto alle circostanti zone periferiche e rurali.

## Descrizione
Il maggior accumulo di calore è determinato da una serie di concause, in interazione tra loro, tra le quali sono da annoverare la diffusa cementificazione, le superfici asfaltate che prevalgono nettamente rispetto alle aree verdi, le emissioni degli autoveicoli, degli impianti industriali e dei sistemi di riscaldamento e di aria condizionata ad uso domestico. Al contempo, le mura perimetrali degli edifici cittadini impediscono al vento di soffiare con la medesima intensità che viene registrata nelle aree aperte fuori della città: gli effetti eolici possono essere inferiori fino al 30% rispetto alle aree rurali limitrofe, limitando così il ricircolo di aria al suolo e il relativo effetto refrigerante durante la stagione estiva.
Nelle zone urbane, inoltre, il rapporto tra superfici orizzontali e superfici verticali è più basso, ciò inibisce la dispersione di calore tramite irraggiamento termico.
Generalmente, l'effetto isola di calore è direttamente proporzionale all'estensione dell'area urbana, tanto da poter creare condizioni che portano a rilevare temperature mediamente superiori tra gli 0,5 e i 3 °C rispetto alle campagne limitrofe. L'aumento delle temperature riguarda sia le minime invernali, che le massime estive; mentre nel primo caso la conseguenza è un minor numero di giorni di gelo e/o di ghiaccio, nel secondo caso può determinarsi una maggiore intensità delle onde di calore.
Secondo alcuni studi, nelle ultime stagioni estive le temperature delle grandi città italiane sono aumentate tra gli 1,8 e i 3,7 °C rispetto alle medie del trentennio di riferimento climatico 1961-1990, convenzionalmente fissate dall'Organizzazione Meteorologica Mondiale; al contrario, nelle aree rurali circostanti i valori si sono mantenuti pressoché stabili con le medie trentennali. Pertanto, l'espansione dei grandi centri urbani e l'inglobamento di stazioni meteorologiche ufficiali in aree urbane, da zone originariamente a carattere periferico-rurale, potrebbe avere inciso sulla reale entità del riscaldamento globale.
Sono stati compiuti studi per la valutazione degli effetti dell'eventuale adozione di politiche architettoniche che puntino a un aumento dell'albedo, variando, ad esempio, attraverso colorazioni più chiare, i fattori di riflettanza delle superfici urbane (come tetti e strade asfaltate). Gli effetti immediati riguardano il miglioramento del microclima e del livello del comfort residenziale e abitativo nelle aree urbane, con positive ripercussioni globali sulla mitigazione del riscaldamento globale.

## Il caso di Atene
La capitale greca, con la sua isola di calore, ha originato un interessante repertorio di esperienze e risultati di ricerca scientifica sulle isole di calore urbane. "La città di Atene è caratterizzata da un forte effetto isola di calore, causato principalmente dall'accelerata urbanizzazione e industrializzazione avvenuta in anni recenti" (Giannakopoulos et al. 2010:746). L'isola di calore di Atene è studiata nell'ambito di varie indagini fra le quali spicca la campagna "Thermopolis 2009" coordinata dall'Università Democritus della Tracia con l'appoggio dell'Agenzia Spaziale Europea. Le misurazioni dal satellite mostrano che "Nel caso di Atene [...], durante il giorno le aree miste-urbane sono punti caldi e appaiono 3.5–4 °C più calde delle aree rurali circostanti, fatto che si può attribuire alle intense attività umane e industriali".
Kassomenos e Katsoulis (2006) rilevano un forte effetto isola di calore per un terzo dei giorni, che si attiva nel pomeriggio e risulta più forte in condizioni di bassa umidità e cielo sereno. Santamouris e colleghi (2001) tramite l'uso di 30 stazioni meteorologiche e misurazioni specifiche nel centro di Atene hanno rilevato livelli di isola di calore anche superiori a 10 °C durante il giorno e fino a 5 °C nella notte. L'effetto isola di calore non è omogeneo entro la città di Atene: esso risulta più intenso nelle zone occidentali, e meno intenso nelle aree verdi; è più intenso negli spazi aperti circondati da edifici, in presenza di asfalto e intensa circolazione di veicoli a motore. L'isola di calore di Atene varia anche fra le stagioni, e l'inverno risulta il periodo nel quale i suoi effetti sono minori.
Un riferimento classico relativo all'effetto dell'isola di calore urbana di Atene sulle temperature misurate dalla stazione meteorologica dell'Osservatorio Nazionale di Atene a Thiseio è quello di Katsoulis (1987:75-76): "[...] le differenze nei trend delle temperature massime e minime possono essere interpretate come una variazione di lungo periodo dovuta alla crescita della città e come risultato dell'incremento delle temperature urbane dipendenti da cause umane." Diversi studi riportano un effetto di +1/+2 °C sulle temperature massime rilevate dall'Osservatorio Nazionale di Atene a Thiseio dovuto con ogni probabilità all'isola di calore. In conclusione, il riscaldamento osservato nelle serie storiche di temperatura annua ed estiva della stazione meteorologica dell'Osservatorio Nazionale di Atene a Thiseio tra il 1970 e la metà degli Anni Novanta al paragone con stazioni non-urbane di riferimento "[...] deve essere attribuito all'effetto urbano della città di Atene come è stato dimostrato da numerosi scienziati." (Repapis et al. 2007:110). L'effetto esercitato dall'isola di calore sulle temperature misurate dalla stazione meteorologica dell'Osservatorio Nazionale di Atene di Thiseio varia fra le stagioni: esso ammonta a circa +2 °C in primavera ed estate, a valori inferiori in autunno, mentre in inverno non si rilevano chiari effetti dell'urbanizzazione.

## Mitigazione
Le soluzioni che si possono attuare per ridurre il fenomeno, vanno dalla più semplice pittura in tinte chiare, che permette di ridurre l'assorbimento di calore tramite irraggiamento, al tetto verde, ma anche la distribuzione del verde nelle città, come gli alberi e parchi.